# Mantova Challenger 2005
Il Mantova Challenger 2005 è stato un torneo di tennis facente parte della categoria ATP Challenger Series nell'ambito dell'ATP Challenger Series 2005. Il torneo si è giocato a Mantova in Italia dal 4 al 10 luglio 2005 su campi in terra rossa.

## Vincitori

### Singolare
Giorgio Galimberti ha battuto in finale  Francesco Aldi con il punteggio di 6–3, 6–3

### Doppio
Flavio Cipolla /  Alessandro Motti hanno battuto in finale  Salvador Navarro /  Oscar Serrano-Gamez con il punteggio di 5–7, 6–3, 6–3